# Occitanie
Occitanie of Occitanië (Frans: Occitanie; Occitaans: Occitània) is een regio van Frankrijk met als hoofdplaats Toulouse. Het heeft een inwonertal van meer dan 5,6 miljoen, deze inwoners worden Occitanen genoemd. De regio grenst in het zuiden aan de Middellandse Zee, het dwergstaatje Andorra en de Spaanse regio's Catalonië en Aragón. In Frankrijk is de regio omgeven door Nouvelle-Aquitaine ten westen, Provence-Alpes-Côte d'Azur ten oosten en Auvergne-Rhône-Alpes ten noorden.
De huidige regio Occitanie komt overeen met ongeveer 40% van het etnisch-cultureel gebied Occitanië. Ze omvat ook de regio Roussillon, die geen deel was van het historische Occitanië, maar van Catalonië.

## Geschiedenis
De regio is op 1 januari 2016 ontstaan door de verplichte samenvoeging van de regio's Languedoc-Roussillon en Midi-Pyrénées. Op 6 en 13 december 2015 waren er de eerste verkiezingen voor de 158 leden van de eerste Regionale Raad van Languedoc-Roussillon-Midi-Pyrénées.

## Topografische aanduiding
In de 14e eeuw kwam de naam Respublica Occitania voor het eerst in documenten voor, als aanduiding voor de Languedoc. Na acties van Occitanisten werd in juni 2016 de naam Occitanie door de Regionale Raad gekozen als naam voor de nieuw gecreëerde regio. Deze keuze werd op 28 september 2016 bevestigd in een decreet van de Raad van State; het decreet verkreeg rechtskracht op 30 september 2016.

## Taal en cultuur
Volgens het staatsnationalistisch model van Frankrijk, zijn de regio's van Frankrijk officieel eentalig. Een deel van de inwoners van Occitanie spreekt in de praktijk echter ook het Occitaans of het Catalaans.
Het Occitaans was de juridische en bestuurlijke taal in de regio, totdat koning Frans I in het Edict van Villers-Cotterêts (1539) het Frans als verplichte taal voor alle officiële documenten oplegde. Toch bleef het Occitaans tot de Franse Revolutie (1789) de belangrijkste gesproken taal in Zuid-Frankrijk. Door een centraliserende en autoritaire politiek vanuit Parijs is het Occitaans door de verfransing sindsdien een bedreigde minderheidstaal geworden. De Occitaanse cultuur maakt een opleving door, en er verschijnen hier en daar tweetalige plaatsnaamborden. Jaarlijks vindt het populaire festival Estivada plaats in Rodez. In de hoofdplaats Toulouse worden sinds 2009 de haltes in de metro zowel in het Frans als het Occitaans omgeroepen.
Binnen de regio Occitanie wordt eveneens Catalaans gesproken in Roussillon, de streek rond Perpignan, die historisch gezien een deel van Catalonië vormt. Dit gebied wordt ook als Noord-Catalonië aangeduid, als deel van de Catalaanse landen en het Catalaans Eurodistrict.

## Departementale indeling van de regio
| Regio's voor 2016                          | Departementen                                | Zetels |
| ------------------------------------------ | -------------------------------------------- | ------ |
| Languedoc-Roussillon                       | 11 Aude                                      | 10     |
| Languedoc-Roussillon                       | 30 Gard                                      | 22     |
| Languedoc-Roussillon                       | 34 Hérault                                   | 32     |
| Languedoc-Roussillon                       | 48 Lozère                                    | 4      |
| Languedoc-Roussillon                       | 66 Pyrénées-Orientales, Oostelijke Pyreneeën | 15     |
| Midi-Pyrénées                              | 09 Ariège                                    | 6      |
| Midi-Pyrénées                              | 12 Aveyron                                   | 10     |
| Midi-Pyrénées                              | 31 Haute-Garonne, Boven-Garonne              | 38     |
| Midi-Pyrénées                              | 32 Gers                                      | 7      |
| Midi-Pyrénées                              | 46 Lot                                       | 7      |
| Midi-Pyrénées                              | 65 Hautes-Pyrénées, Hoge Pyreneeën           | 9      |
| Midi-Pyrénées                              | 81 Tarn                                      | 13     |
| Midi-Pyrénées                              | 82 Tarn-et-Garonne, Tarn en Garonne          | 9      |
| Totaal aantal zetels in de Regionale Raad: | Totaal aantal zetels in de Regionale Raad:   | 158    |

## Historische provincies
|  | ■ Graafschap Foix ■ Guyenne en Gascogne ■ Languedoc ■ Roussillon |

 Auvergne-Rhône-Alpes ·  Bourgogne-Franche-Comté ·  Bretagne ·  Centre-Val de Loire ·  Grand Est ·  Hauts-de-France ·  Île-de-France ·  Normandië ·  Nouvelle-Aquitaine ·  Occitanie ·  Pays de la Loire ·  Provence-Alpes-Côte d'Azur
 Corsica
Overzeese regio's:  Frans-Guyana ·  Guadeloupe ·  Martinique ·  Mayotte ·  Réunion